# 东百官
东百官（日语：／）是日本古代關東地方的武士使用的官职风格的人名。这一称呼模仿朝廷的官职体系，但在朝廷的正式官职中并不存在。类似于百官名，东百官通常在姓氏之后、名之前使用。
“东百官”又称“相马百官”，传说平将门自称新皇、试图在关八州建立半独立政权时设立了这一官职体系。
与朝廷的律令官制中的公卿百官相对，东百官是关东地方的官职风格人名，因此也被称为“武家百官”。传统上，武士的任官需要通过幕府向朝廷申请，而陪臣和郎从则无法获得官职。但在应仁之乱后，出现了大名私自授予家臣百官名的现象，甚至有些人创造类似四等官的名号授予家臣。因此，这些在武士社会中使用的历史上没有依据的官职名被称为东百官，以区别于实际的官职名。到了江户时代，这种称呼仍然被广泛使用，江户时期的学者们曾警告“没有正当的由来，不应自称”，但最终有势力的武家和名门的子弟也开始使用这些名号。

## 主要的东百官名称
- 爱助
- 恰
- 中
- 伊織
- 一学
- 斋
- 一問多
- 右膳
- 转
- 右中
- 采殿
- 鵜殿
- 右内
- 采弥
- 右平
- 右門
- 衛守
- 江漏
- 大所化
- 男也
- 織居
- 織之助
- 音門
- 数馬
- 要人
- 喜問多
- 喜内
- 極人
- 求官
- 久米
- 宮門
- 藏主
- 軍記
- 源内
- 肥富
- 小源太
- 小所化
- 古仙
- 此面
- 左源太
- 左膳
- 左中
- 左内
- 左平
- 左門
- 司書
- 志津摩
- 自然
- 十内
- 首令
- 正遺
- 小膳
- 将殿
- 諸領
- 申艺
- 信像
- 清記
- 但見
- 頼母
- 丹宮
- 多門
- 丹下
- 弹馬
- 丹弥
- 男吏
- 中記
- 典女
- 典礼
- 藤馬
- 遠炊
- 主尾
- 兎毛
- 浪江
- 能登路
- 波門
- 隼人助
- 平角
- 平馬
- 武極
- 愎馬
- 文庫
- 文内
- 梅干
- 牧太
- 茂手木
- 求馬
- 門弥
- 矢柄
- 弥刑部
- 靭負
- 亙